# Edfu

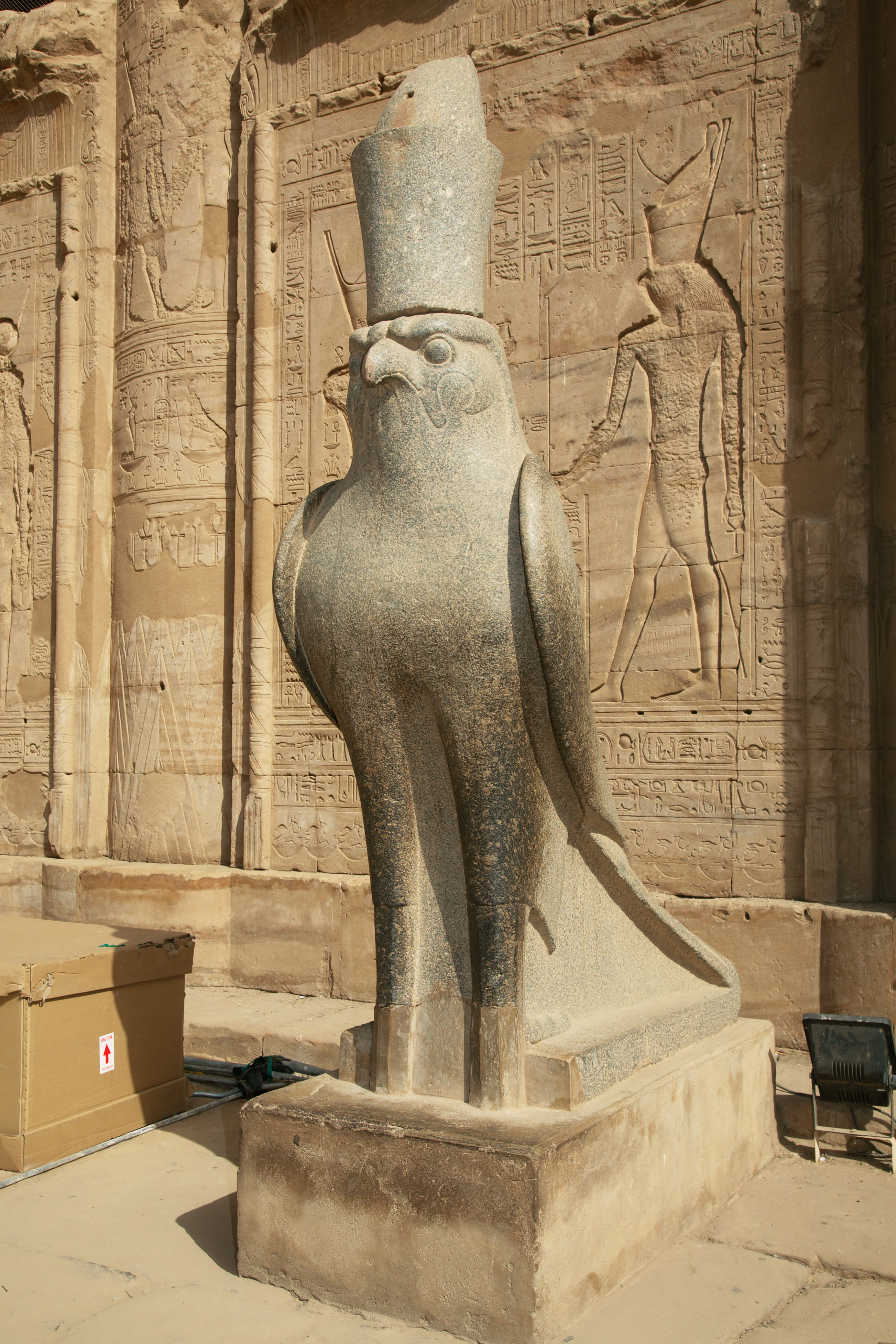
Posąg Horusa z Edfu

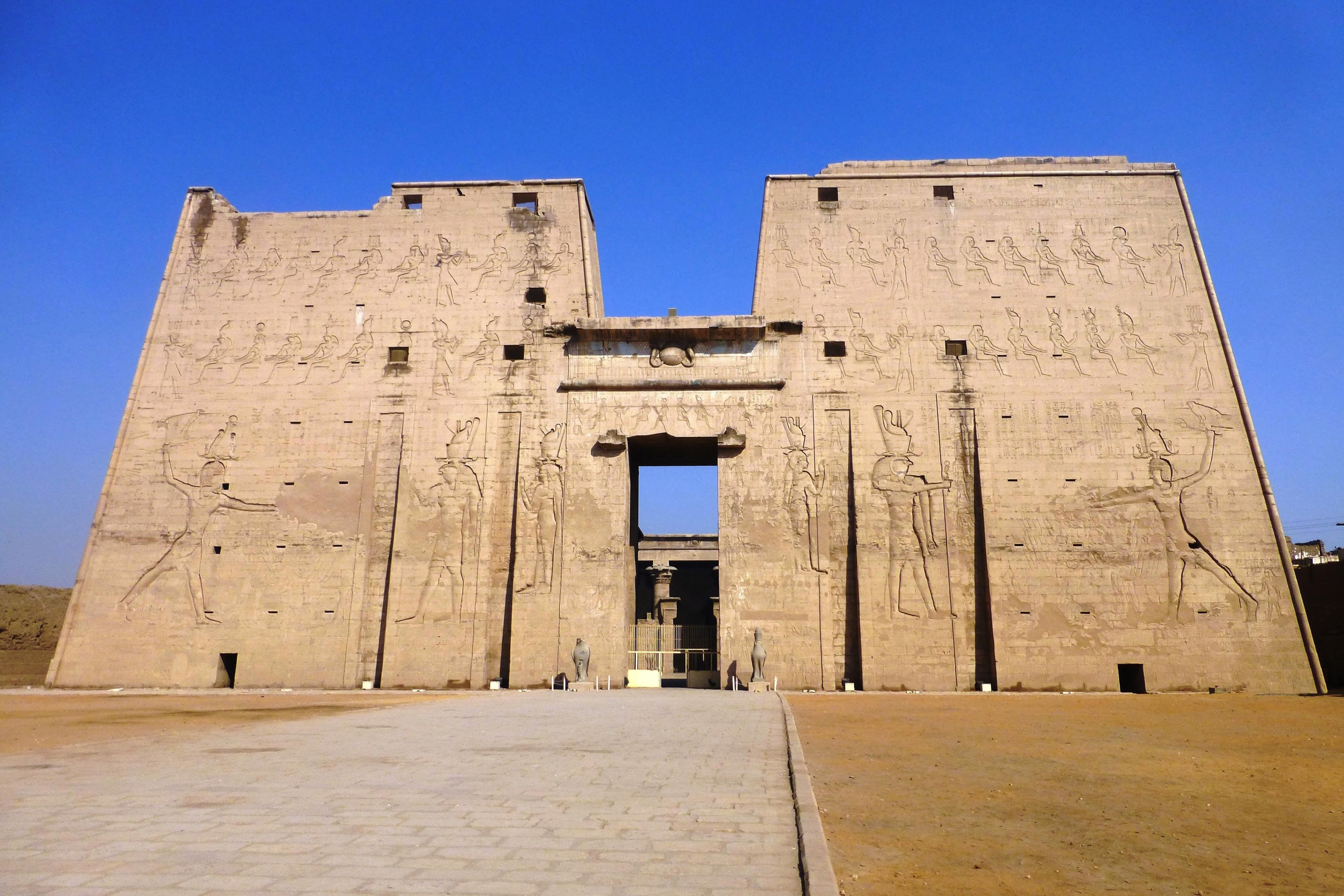
Pylony świątyni w Edfu

Edfu (arab. إدفو, Idfu, egip. Behdet, w czasach rzymskich Apollonopolis Magna) – miasto w południowym Egipcie na zachodnim brzegu Nilu. Stolica nomu, ośrodek produkcji rolniczej, nadgraniczne centrum handlowe. W 2006 roku liczyło 65 768 mieszkańców.
W czasach Starego Państwa pełniło rolę strażnika tzw. „bramy elefantyjskiej”, chroniącej południową granicę państwa. Zamożność miasta wynikała z jego położenia na szlaku handlowym przez Pustynię Arabską nad Morze Czerwone i bliskości południowej granicy, oraz do Doliny Królów gdzie został pochowany Faraon Tutanchamon.

## Świątynia Horusa
Już w starożytnym Egipcie Edfu było ośrodkiem kultu Horusa. Budowę świątyni w miejscu wcześniejszej świątyni z czasów Nowego Państwa rozpoczął w 237 p.n.e. Ptolemeusz III, a zakończona została około roku 60 p.n.e. w czasach panowania Ptolemeusza XII. Należy ona aktualnie do najlepiej zachowanych egipskich budowli sakralnych z tego okresu i jest drugą co do wielkości spośród zachowanych świątyń w Egipcie (największą zachowaną świątynią jest Karnak). Jej ogromne pylony wysokości 35 m i szerokości 35 m należą do największych. Relief zdobiący ścianę pylonów przedstawia Ptolemeusza XII zabijającego wrogów Egiptu w obecności Horusa i Hathor. Za pylonami wybudowano dziedziniec otoczony kolumnadą. Przejście przez pronaos prowadzi do sali hypostylowej. Dalej znajduje się sanktuarium. Długość całej świątyni wynosi 137 m, a jej szerokość to 79 m.
Do dziś zachowała się w tej świątyni sala biblioteczna z wyrytym na ścianie katalogiem książek, zawierającym 21 działów.

## Tell w Edfu
Na zachód od świątyni Horusa znajduje się tzw. Tell (Kom), miejsce badań archeologicznych z lat 1937–1939 prowadzonych przez trzy kompanie wykopaliskowe archeologicznej misji polsko-francuskiej Uniwersytetu Warszawskiego i Francuskiego Instytutu Archeologii Wschodu w Kairze. Badania te, kierowane przez Kazimierza Michałowskiego, doprowadziły do odnalezienia cmentarzyska z okresu archaicznego.
Na cmentarzysku tym znajduje się wiele grobowców rodzinnych z okresu Starego Państwa, z których najważniejsza jest mastaba urzędnika imieniem Izi. Odkryte groby zbiorowe z okresu Średniego Państwa cechują się niespotykaną przedtem formą katakumb i pseudokolumbariów.
Na szczycie tellu odkryto warstwy ptolemejsko-rzymskie i koptyjskie. Dają one obraz życia ludności rzemieślniczej i drobnokupieckiej zamieszkującej zachód miasta oraz urbanistyki tego okresu. Wśród znalezisk pochodzących z tych warstw należy wymienić rzymskie łaźnie publiczne i prywatne, mury obronne, dom lekarza-farmaceuty z III w. p.n.e. i pracownię rzeźbiarza z II w. p.n.e. Odnaleziono także greckie, łacińskie i koptyjskie ostraki i papirusy.
Większość odnalezionych zabytków sztuki i kultury materialnej znajduje się obecnie w warszawskim Muzeum Narodowym.